# Tatsunori Arai
Tatsunori Arai (jap. 新居 辰基 Arai Tatsunori; ur. 22 grudnia 1983) – japoński piłkarz występujący na pozycji napastnika.

## Kariera klubowa
Od 2002 do 2011 roku występował w klubach Consadole Sapporo, Shizuoka FC, Sagan Tosu, JEF United Chiba i Shonan Bellmare.